# Alienacanthomysis macropsis
Alienacanthomysis macropsis är en kräftdjursart som först beskrevs av W. M. Tattersall 1932.  Alienacanthomysis macropsis ingår i släktet Alienacanthomysis och familjen Mysidae. Inga underarter finns listade i Catalogue of Life.